# Страхил Титиринов
Страхил Христов Титиринов е български художник, живописец.

## Биография
Страхил Титиринов е роден в 1905 година в южномакедонския град Кукуш, Османската империя. Изселва се в София, България, и в 1930 г. завършва Художествената академия при Никола Ганушев и Димитър Гюдженов. Участва в общите изложби на Съюза на българските художници. Предпочита акварела и пейзажа. По време на Втората световна война работи като военен художник. От 1934 до 1958 г. е учител по рисуване в Бяла Слатина, Поморие, Видин и София. Член е на Дружеството на независимите художници.
Художник е на „Бунтът на робите“, 1933 г., първият български говорещ и музикален филм. Автор е на монография за румънския художник Николае Григореску.
Умира в 1961 година в София.
Личният му архив се съхранява във фонд 1502К в Централен държавен архив. Той се състои от 185 архивни единици от периода 1905 – 1961 г.